# Большой бурый таракан
Большой бурый таракан (лат. Periplaneta brunnea) — вид тараканообразных из семейства Blattidae. Вероятно, изначально он был родом из Африки, но сегодня распространен в тропическом регионе и широко интродуцирован. В более прохладном климате он может выжить только в помещении, и считается бытовым вредителем.
Этот таракан внешне похож на американского таракана (Periplaneta americana), но более темного цвета и с более толстыми, широкими треугольными церками. Он красновато-коричневого цвета и имеет полностью развитые крылья. Достигает до 4 сантиметров в длину.
У него образуется оотека длиной от 1,2 до 1,6 сантиметра, содержащая в среднем около 24 яиц.
Это всеядное животное.